# 御前崎市
御前崎市（日语：／ Omaezaki shi */?）為靜岡縣中西部的城市。主要產業為電力、水產和觀光。市域內建有濱岡核電廠。

## 地理
位于靜岡縣西部地方，遠州東部（東遠地域）的城市。

### 河川・湖沼
- 櫻池
- 石原池
- 中西川
- 新野川

### 海岸地形
- 御前崎
- 濱岡砂丘

## 历史
- 2004年（平成16年）4月 -  榛原郡御前崎町、小笠郡濱岡町合併，市制施行。成立人口約有3万5,000人。
  - 合併後的新市名是在2003年（平成15年）1月15日，濱岡町公所舉辦的第5回合併協議會中決定。2町的居民都對自己的町名有所留戀且深感自豪，在困難的抉擇中，最後以全國最有名的「御前崎市」名一案，獲得了委員會一致通過[1]。
  - 第5回合併協議會同時也決定了市公所的位置。依照當時的財政狀況及社會情勢，不再另設新的廳舍，而是以現有的濱岡町公所為新市公所、御前崎町公所成為支社[1]。
- 2009年（平成21年）8月11日 - 御前崎沖海上發生了規模M6.5地震。在御前崎市觀測到了震度6弱的搖晃，6人受傷、512棟建築物有部分毀損的狀況發生。

## 行政
- 市長: 栁澤重夫（2016年4月18日就任，現在是第2任期）
- 市議會：人數15人[2]

歴代市長
- 初代: 石原茂雄（2004年4月18日 - 2016年4月17日，任3期）

## 外部連結
- 御前崎市 （页面存档备份，存于）
- OpenStreetMap上有關御前崎市的地理